# Burgruine Wiesenburg
Die Burgruine Wiesenburg, auch Weissenburg genannt, ist die Ruine einer Burg in der Gemeinde Niederwerrn im unterfränkischen Landkreis Schweinfurt in Bayern.

## Geschichte
Wann die Burg Wiesenburg gegründet wurde, lässt sich nicht genau ermitteln. Laut der Niederwerrner Chronik stand in Niederwerrn 1252 „die Burg“. Mit der Burg kommt es am 17. Juni 1137 zur ersten urkundlichen Erwähnung von Niederwerrn.
Nach dem Historiker Gerhard Bach wurde die Burg frühestens 1236 erbaut, vermutlich im Auftrag des Bistums Würzburg, war danach im Besitz verschiedener Rittergeschlechter wie der Herren von Wenkheim und geht am 14. April 1420 in den Besitz der Familie von Münster über („ihren Ansprüchen auf das Niederwerrner Schloß durchzusetzen“).
1525 wurde die Burg im Pfälzischen Bauernkrieg zerstört und im 16. Jahrhundert wieder aufgebaut. Heute findet man von der  ehemaligen Burganlage nur noch den Rest eines runden Eckturms. Der Burgplatz ist heute ein Bodendenkmal.